# Schizothorax plagiostomus
Schizothorax plagiostomus es una especie de peces de la familia Cyprinidae en el orden de los Cypriniformes.

## Morfología
Los machos pueden llegar alcanzar los 31 cm de longitud total.

## Hábitat
Es un pez de agua dulce.

## Distribución geográfica
Se encuentra desde el Afganistán y  Pakistán hasta el Tíbet. También está presente en Birmania.